# Fabian Rościszewski
Fabian Rościszewski herbu Junosza (zm. w 1789 roku) – podstoli dobrzyński w latach 1752–1786, poseł na sejm konwokacyjny (1764) z ziemi dobrzyńskiej.